# Giovanni Battista Ferrari
Giovanni Baptista (även Battista) Ferrari, född 1584 i Siena i Toscana, död 1 februari 1655 i Siena i Toscana, var en italiensk jesuitmunk, professor, botaniker och författare till illustrerade botaniska böcker och en syrisk-latinsk ordbok. Han var språkligt mycket begåvad och en skicklig vetenskapsman, redan vid 21 års ålder kunde Ferrari hebreiska och talade och skrev utmärkt grekiska och latin. Han blev professor i hebreiska och retorik vid jesuitkollegiet i Rom och var 1622 redaktör för den syrisk-latinska ordboken "Nomenclator Syriacus".